# Josh Atencio
Joshua Ryan „Josh” Atencio (ur. 31 stycznia 2002 w Bellevue) – amerykański piłkarz pochodzenia meksykańskiego występujący na pozycji defensywnego pomocnika, reprezentant Stanów Zjednoczonych, od 2025 roku zawodnik Colorado Rapids.